# Sophie Rogge-Börner
Sophie Rogge-Börner, auch: Pia Sophie Rogge-Börner, Pseudonym: Christa Hoch (* 24. Juli 1878 in Warendorf als Pia Sophie Börner; † 7. Februar 1955 in Düsseldorf) war eine deutsche Schriftstellerin.

## Leben
Sophie Rogge-Börner war die Tochter eines preußischen Offiziers. Sie wuchs in diversen Garnisonsstädten auf. 1896 legte sie das Staatsexamen für den höheren Schuldienst ab. 1910 heiratete sie den Oberstabsarzt der Marine Max Rogge, mit dem sie einen Sohn hatte. 1912 veröffentlichte sie einen Band mit Erzählungen. Nach dem Ersten Weltkrieg begann sich Sophie Rogge-Börner politisch zu engagieren und wurde 1919 Mitglied der Deutschnationalen Volkspartei, aus der sie 1923 wieder austrat. Sie radikalisierte sich zunehmend und trat der Nationalsozialistischen Freiheitsbewegung (NSFB) und dem „Deutschen Frauenorden“ (DFO), einer Vorläuferorganisation der NS-Frauenschaft, in dem sie die Führungsposition erlangen wollte, bei. Als die NSFB 1925 in der NSDAP aufging, war sie bereits aus der Partei ausgetreten. Im DFO konnte sie sich mit ihren Vorstellungen einer „nationalen Frauenbewegung“ nicht gegen dessen Gründerin Elsbeth Zander durchsetzen.
Ab Mitte der Zwanzigerjahre veröffentlichte sie zahlreiche Flugschriften und Zeitschriftenbeiträge, in denen sie ihr Ziel, die gesellschaftliche Emanzipation der „arischen“ Frau, propagierte. 1929/30 war sie kurzzeitig Mitglied der Deutschvölkischen Freiheitsbewegung. Von 1933 bis 1937 war sie Herausgeberin der in Berlin erscheinenden Zeitschrift Die deutsche Kämpferin. Diese Publikation wurde 1937 von den nationalsozialistischen Behörden verboten, die in Rogge-Börners völkischem Feminismus Tendenzen hin zu einer Art unerwünschter Opposition zur herrschenden nationalsozialistischen Ideologie sahen. In den folgenden Jahren bis zum Ende des Zweiten Weltkrieges verlegte Rogge-Börner den Schwerpunkt ihrer Arbeit auf die Veröffentlichung literarischer Werke, die stark von der nordischen Mythologie geprägt waren. Die Autorin lebte zuletzt in Düsseldorf.
In der Sowjetischen Besatzungszone wurden Rogge-Börners Schriften An geweihtem Brunnen (Deutscher Aufbau, Weimar 1928), Die Lebenden rufe ich! 10 Jahre Kriegsschuldlüge (Verlagsgesellschaft Deutscher Herold, Berlin 1929), Nordischer Gedanke und Verantwortung (Klein, Leipzig 1930), Der Kornett (Schünemann, Bremen 1936) und Die Brücke (Spiegel-Verlag, Berlin 1944) auf die Liste der auszusondernden Literatur gesetzt. In der DDR folgten auf diese Liste noch Zurück zum Mutterrecht? (Klein, Leipzig 1932), Die innere Gestalt der nordischen Frau (Bott, Berlin 1937) und Auf Ahnengrund (Maassen, Düsseldorf 1943).

## Werke
- Soldatentöchter, Reutlingen 1912 (unter dem Namen Christa Hoch)
- "Du hast wohl nie das Glück besessen", München 1919 (unter dem Namen Christa Hoch)
- In Eva's Garten, Berlin 1919
- Das Licht von Dollenkamp, Heilbronn a. Neckar 1920
- Die völkische Frau und die Politik, Berlin 1924
- Mehr Licht, deutscher Prinz, Köslin 1925
- Wolfszeit-Lieder, Klostermansfeld [u. a.] 1927
- An geweihten Brunnen, Weimar 1928
- Die Lebenden rufe ich!, Berlin 1929
- Im hohen Mittag, Weißenfels 1930
- Nordischer Gedanke und Verantwortung, Leipzig 1930
- Zurück zum Mutterrecht?, Leipzig 1932
- Der neue Mensch aus deutschem Artgesetz, Berlin-Tempelhof 1935
- Von nordischen Frauen, Königen und Bauern, Stuttgart [u. a.] 1935
- Der Kornett, Bremen 1936
- Die innere Gestalt der nordischen Frau, Berlin 1937
- Singe, streitbares Herz, Berlin-Tempelhof 1938
- Begegnung der Götter, Berlin 1939
- Die Olafsippe, Berlin 1941
- Auf Ahnengrund, Düsseldorf 1943
- Die Brücke, Berlin 1944
- Planet im Absturz?, Göttingen 1951